# Kroken, Kungälvs kommun
Kroken är en bebyggelse i Lycke socken i Kungälvs kommun i Västra Götalands län. Området avgränsades före 2015 till en småort för att därefter räknas om en del av tätorten Tjuvkil.